# 小行星2376
小行星2376（2376 Martynov）是一颗围绕太阳公转的小行星。1977年8月22日，尼古拉·切爾尼赫在克里米亚发现了此天体。
該小行星以俄羅斯天體物理學家德米特里·雅科夫列維奇·馬蒂諾夫（Dmitrij Yakovlevich Martynov）命名。
这颗小行星的绝对星等为301.08763等。